# Förste amiral
Förste amiral var en amiralsgrad i den svenska flottan 1776-1799. Graden var högre än den vanliga amiralsgraden, och har enbart haft en innehavare, Anton Johan Wrangel (1724-1799).